# Lizard Hill
Der Lizard Hill (englisch für Eidechsenhügel) ist ein 355 m hoher Hügel in Form eines schmalen und gewundenen Gebirgskamms auf der Trinity-Halbinsel im Norden des Grahamlands auf der Antarktischen Halbinsel. Er ragt 3 km südsüdwestlich der Trepassey Bay und 0,8 km östlich des Ridge Peak auf der Tabarin-Halbinsel auf.
Wahrscheinlich entdeckten ihn Teilnehmer der Schwedischen Antarktisexpedition (1901–1903) unter der Leitung Otto Nordenskjölds. Wissenschaftler des Falkland Islands Dependencies Survey nahmen 1946 eine erste Kartierung und die deskriptive Benennung vor.